# لا تنسى أنك ستموت
لا تنسى أنك ستموت هو فيلم من نوع دراما أُصدر في 1995. الفيلم من إخراج كزافييه بوفوا، أما السيناريو فكان من كتابة كزافييه بوفوا وايمانويل سالينغر.
لا تنسى أنك ستموت (بالفرنسية: N'oublie pas que tu vas mourir) هو فيلم درامي فرنسي صدر عام 1995. أخرجه كزافييه بوفوا، الذي شارك أيضًا في كتابة السيناريو إلى جانب إيمانويل سالينغر. يُعد الفيلم أحد أبرز أعمال بوفوا، حيث حاز على إشادة نقدية واسعة، وفاز بجائزة لجنة التحكيم الخاصة في مهرجان كان السينمائي عام 1995 ضمن قسم "نظرة ما" (Un Certain Regard).

## طاقم التمثيل
- سيدريك خان
- كزافييه بوفوا
- ايمانويل سالينغر
- باتريك شوفيل
- Eva Mazauric  [لغات أخرى]‏
- Bulle Ogier [الإنجليزية]‏
- جان سليم كنعان [الإنجليزية]‏
- جان لويس ريتشارد
- كيارا ماستروياني
- باسكال بونتزير
- Frédéric Quiring  [لغات أخرى]‏
- ماتيو ليندون
- Olivier Pajot  [لغات أخرى]‏
- فيليب دوكلو  [لغات أخرى]‏
- ستانيسلاس نوردي [الإنجليزية]‏
- رشدي زيم
- Jean Douchet [الإنجليزية]‏

## الإنتاج
موسيقى الفيلم التصويرية كانت من تأليف جون كيل، وأُصدرت الموسيقى التصويرية في ألبوم يدعى N'oublie pas que tu vas mourir ‏.

## وصلات خارجية
- لا تنسى أنك ستموت على موقع IMDb (الإنجليزية)
- لا تنسى أنك ستموت على موقع روتن توميتوز (الإنجليزية)
- لا تنسى أنك ستموت على موقع ألو سيني (الفرنسية)
- لا تنسى أنك ستموت على موقع Turner Classic Movies (الإنجليزية)
- لا تنسى أنك ستموت على موقع أول موفي (الإنجليزية)
- لا تنسى أنك ستموت على موقع فيلمافينيتي (الإسبانية)
- لا تنسى أنك ستموت على موقع قاعدة بيانات الأفلام السويدية (السويدية)
- لا تنسى أنك ستموت على موقع قاعدة بيانات الفيلم (الإنجليزية)
- لا تنسى أنك ستموت على موقع ليتربوكسد (الإنجليزية)
- لا تنسى أنك ستموت على موقع كينوبويسك (الروسية)